# Eu e Você (seriado)
Eu e Você é uma série de televisão brasileira que foi exibida pela extinta Rede Excelsior em 1964. Foi escrita e dirigida por Ciro Bassini e protagonizada por Tarcísio Meira e Glória Menezes. 

## Transmissão
O seriado era exibido na sessão Teatro da Tarde da TV Excelsior, nos dias de terças e quintas ás 17h30. A intenção era repetir o sucesso de Alô, Doçura! (1953 – 1964) da Rede Tupi com Tarcísio e Glória como protagonistas, já que ambos eram uma das duplas mais populares com o público. Entretanto, a série não obteve sucesso e teve de ser cancelada devido a gravidez de Glória Menezes de seu filho Tarcísio Filho, único com o ator Tarcísio Meira. 